# هایگر
شهر هایگردر ایالت هسن در کشور آلمان واقع شده‌است.